# Espeleonaushonia manningi
Espeleonaushonia manningi is een tienpotigensoort uit de familie van de Laomediidae. De wetenschappelijke naam van de soort is voor het eerst geldig gepubliceerd in 2000 door Alvarez, Villalobos & Iliffe.